# Adam Krzemiński

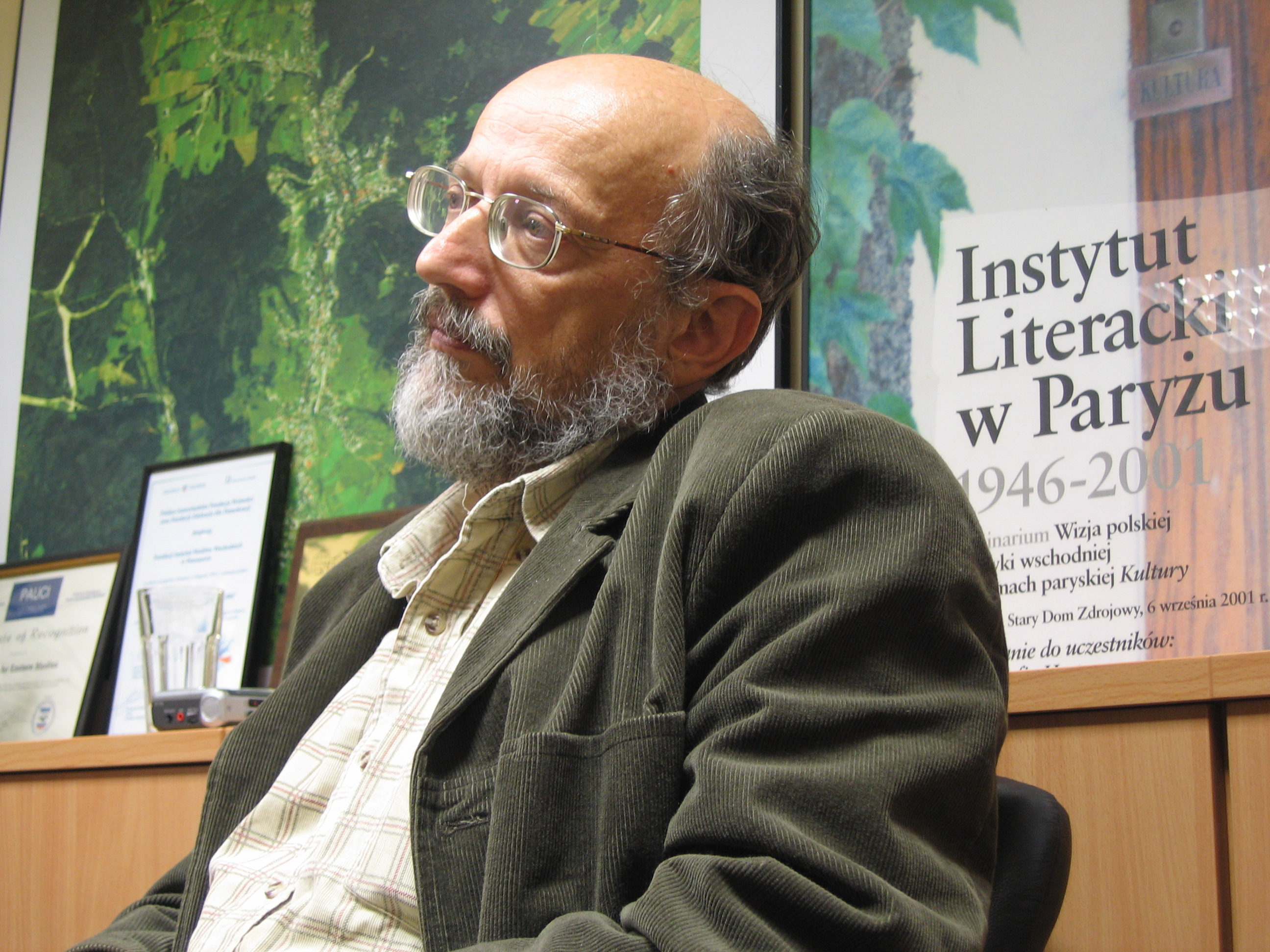
Adam Krzemiński, Varsóvia, dia 9 de novembro de 2005.

Adam Krzemiński (n. em 1945) é um escritor polonês e um jornalista especializado na história das relações Alemanha-Polônia. Ele foi editor do jornal semanário polonês Polityka e editor-convidado do semanário alemão Die Zeit. Ele é fluente no idioma alemão e muitos de seus trabalhos foram publicados também em muitas outras publicações internacionais. Um de seus livros é Polen im 20. Jahrhundert: ein historischer Essay (Munich: Beck, 1993). 
Em entrevista televisiva concedida em 2006 a rádio Deutsche Welle ele postulou que a maior mudança política em seu país depois da queda do comunismo está ocorrendo com a aliança de facções politicamente conservadoras que adota linguagem e posturas anti-semíticas prevalecendo um clima social com freqüentes ameaças e ataques contra líderes da comunidade gay (GLBT) do país.